# Madeleine (modella)
Madeleine (Guadalupa, ... – ...; fl. 1800) è stata una donna nera originaria delle Antille francesi e vissuta tra la fine del diciottesimo secolo e l'inizio del diciannovesimo.
Si ritiene che sia la modella del Ritratto di una donna nera, un quadro dipinto da Marie-Guillemine Benoist nel 1800 ed esposto al museo del Louvre.

## Biografia
Si hanno poche informazioni su Madeleine: nata nell'isola di Guadalupa, era probabilmente una schiava liberata che svolgeva il lavoro di domestica per una coppia di coloni che viveva nelle Antille francesi, i Benoist-Cavay, di cui Marie-Guillemine Benoist era la cognata. Fu durante un soggiorno rapido della coppia nella Francia metropolitana, avvenuto alla fine del diciottesimo secolo, che la pittrice realizzò il ritratto di Madeleine. Quello stesso anno l'opera venne esposta al Salone di Parigi. Non disponendo di altre informazioni sulla sua vita, non si può determinare esattamente quale fosse il rapporto esatto tra Madeleine e la pittrice.

## Nella cultura di massa
Nel 2015, l'artista statunitense Titus Kaphar realizzò un quadro intitolato Untitled III ("Senza titolo III") che riprendeva la tela di Benoist, ma coprendo la figura della modella con del catrame: lo scopo di quest'opera era quello di criticare come nella storia dell'arte occidentale spesso i neri siano stati "spinti agli angoli della composizione", come siano stati "nascosti" o "nell'ombra". Kaphar affermò che usando il catrame, un "concetto di oscurità", la figura di Madeleine "rimane nera in qualsiasi circostanza la si veda". Allora, infatti, non si conosceva nemmeno il nome del soggetto del ritratto.
Nel 2017, il ritratto di Madeleine venne citato nella fotografia Lucy della fotografa statunitense Ayana V. Jackson. Questo titolo richiama il nome di una delle pazienti di James Marion Sims, un chirurgo statunitense che sperimentò le sue tecniche chirurgiche su delle schiave afroamericane, senza anestesia, pertanto la fotografa invita lo spettatore a riflettere sia sul dipinto originale che sulle pazienti di Marion Sims.
Dal marzo al luglio del 2019, al museo d'Orsay a Parigi si svolse una mostra intitolata Le modèle noir, de Géricault à Matisse, nella quale venne esposto il ritratto presunto di Madeleine realizzato da Marie-Guillemine Benoist. Il catalogo della mostra descrisse in modo dettagliato il percorso e la carriera di questa e di altri modelli: fu attraverso gli studi di Marianne Levy che si riscoprì il nome della modella guadalupana. Inoltre, oltre al titolo attuale e al primo (che era Ritratto di una negra), l'opera venne rinominata Ritratto di Madeleine per mettere maggiormente in luce la figura di questa modella.